# Hans August von Steindel
Hans August von Steindel (* 21. Oktober 1755 in Annaburg; † 11. Februar 1825 in Trachenberg) war ein deutscher Offizier und Landwirt.

## Leben
Er stammte aus der Adelsfamilie von Steindel, war der jüngste Sohn des Kapitänleutnant Carl Heinrich Gottlob von Steindel, der zwei Jahre nach seiner Geburt starb. Im 14. Lebensjahr, 1769, hat man ihn in das kursächsische Kadettenkorps geschickt, wo er acht Jahre ausgebildet wurde. 1777 wechselte Steindel aus dem Korps als Souslieutenant zum kursächsischen Infanterieregiment Prinz von Gotha. Wohl auf Grund mangelnder Aufstiegsmöglichkeiten quittierte er 1788 den Militärdienst und wurde Zolleinnehmer in Ebersbach in der Oberlausitz. Hier begann Steindel sich nebenher mit Landwirtschaft zu beschäftigen, wofür er immer schon eine Neigung hatte. Anfang 1796 gab Steindel die Verwaltung der Einnehmerstelle auf, da er im November 1795 das Rittergut Halbendorf bei Bautzen gekauft hatte, welches er nun selbst bewirtschaftete. Dieses Gut wieder verkaufend, erwarb er 1796 das Freigut Authausen und kurz danach offenbar ebenfalls das örtliche Erbrichtergut. Auch diesen Besitz bald wieder veräußernd, erwarb Steindel 1799 das Rittergut Zölschen bei Merseburg und nach dessen Verkauf 1805 das Gut in Sitzenroda. Mit den Verkauf der Güter offenbar immer Gewinn erwirtschaften erwarb er daraufhin im Herbst 1811 das Rittergut Trachenberg, welches er behielt. Auf Grund der Kriegszeit trat Steidel 1814 als Premierlieutenant beim 1. Meißner Landwehr-Bataillon ein. Mit diesem machte er den Feldzug gegen Frankreich in Belgien mit. Im folgenden Jahr wurde er in Dresden garnisoniert, was ihn veranlasste den Militärdienst, nun als Major, zu quittieren. Daraufhin widmete er sich wieder der Führung seines Gutsbetriebes Trachenberg.
Steindel war wirkliches Mitglied der Leipziger ökonomischen Societät. Neben seiner Neigung zur Landwirtschaft schrieb er gern, was ihn veranlasste mit vielerlei Beiträgen in Zeitschriften, aber auch kleineren Büchern, in denen er über seine landwirtschaftlichen Erfahrungen berichtete, an die Öffentlichkeit zu treten. So verfasste er Beiträge für Pahl's Archiv der deutschen Landwirtschaft, Schnee's landwirtschaftlicher Zeitung, dem Leipziger Intelligenzblatt und vielerlei anderen Veröffentlichungen.

## Werke
- Versuche und Beschreibung einer neu angelegten Ziegel-Brennerey ... (1798).
- Einige der wichtigsten und nützlichsten ... Wahrheiten in der Ökonomie (1799, 1923, Repr. 20119)
- Wohlgelungene Versuche und gemachte Erfahrungen in der Brauerey und Ziegelbrennerey auf Holzersparniß und Torffeuerung ... (Leipzig, 1801).[2]
- Ausführliche Praktik des Veterinär-Trokierens.